# Великий місал
Великий місал — заголовковий друкарський шрифт, кегль якого — 54 пункти (у Німеччині — 56, а ще існує малий місал — 48 пунктів).
Назва походить від церковної латинської книги «Missale plenum», яка була надрукована в Римі 1474 року й регулярно перевидавалась.